# 1995 Hajek
1995 Hajek је астероид главног астероидног појаса са средњом удаљеношћу од Сунца која износи 2,528 астрономских јединица (АЈ).
Апсолутна магнитуда астероида је 12,8.